# Varkenskikker
De varkenskikker (Lithobates grylio) is een kikker uit de familie van de echte kikkers (Ranidae). De  wetenschappelijke naam werd gepubliceerd door Leonhard Hess Stejneger in 1901. Oorspronkelijk werd de wetenschappelijke naam Rana grylio gebruikt. Lange tijd werd de soort ingedeeld bij het geslacht Rana.

## Uiterlijke kenmerken
De varkenskikker is een wat grotere soort en bereikt een lichaamslengte van 8,3 tot 14 centimeter. De mannetjes blijven gemiddeld kleiner dan vrouwtjes. Het grootste exemplaar dat is aangetroffen was 16,2 cm lang.
De kleur van deze kikker is zo variabel dat deze niet te beschrijven valt; zowel donkergroene egale exemplaren als heldergroene tot bruine met juist een luipaard- of vlekkentekening komen voor. De soort is dan ook voornamelijk aan bepaalde lichaamskenmerken te herkennen;
- de twee voor Rana-soorten bijna onmiskenbare huidplooien of dorsolaterale lijsten aan weerszijden van de rug ontbreken;
- de kop is smal en erg spits;
- het trommelvlies (tympanum) is relatief zeer groot; bijna zo groot als het oog;
- de buik en onderzijde van de poten zijn geelwit en heeft een grijze vlekkentekening onder de dijen;
- de achterpoten hebben grote zwemvliezen tot aan de punten van de tenen. Deze laatste eigenschap verschilt van andere kikkers die in hetzelfde gebied voorkomen.[4]

## Verspreiding en habitat
De varkenskikker is endemisch in het uiterste zuidoosten van de Verenigde Staten. De kikker leeft van South Carolina tot in oostelijk Texas, en alleen in een smalle strook van ongeveer 50 tot 100 kilometer langs de kust en in de gehele staat Florida.
De varkenskikker is alleen 's nachts actief en rust overdag. De kikker heeft een voorkeur voor grotere, diepere wateren zoals meren, rivierarmen en grotere plassen. Er is een voorkeur voor veel drijfplanten want dat is een goede uitvalsbasis.

## Levenswijze
De paartijd loopt van  april tot in augustus. De lokroep van de mannetjes bestaat uit een knorrend, varkensachtig gegrom waaraan ze de naam te danken hebben. Het is voor een kikker een complex geluid en om dit te produceren heeft deze soort een meervoudige kwaakblaas; deze is in tegenstelling tot veel andere kikkers inwendig. De kwaakblaas ziet er in opgeblazen toestand uit alsof deze uit drie delen bestaat.
De vrouwtjes leggen tot 10.000 eitjes die een dunne laag vormen net onder het wateroppervlak en eruitzien als een opgeborrelde algenlaag. De kikkervisjes blijven een jaar onder water leven en als ze pootjes krijgen zijn ze al vijf tot zes centimeter lang.
Het voedsel bestaat voornamelijk uit kleine kreeftachtigen, maar ook wat grotere prooien worden gegeten. Voorbeelden zijn kleine visjes, andere kikkers en kleine slangen.